# Дарген (Меріленд)
Дарген (англ. Dargan) — переписна місцевість (CDP) в США, в окрузі Вашингтон штату Меріленд. Населення — 163 особи (2020).

## Географія
Дарген розташований за координатами 39°22′36″ пн. ш. 77°44′3″ зх. д. / 39.37667° пн. ш. 77.73417° зх. д. (39.376676, -77.734045).  За даними Бюро перепису населення США в 2010 році переписна місцевість мала площу 0,76 км², уся площа — суходіл.

## Демографія
Згідно з переписом 2010 року, у переписній місцевості мешкало 165 осіб у 73 домогосподарствах у складі 46 родин. Густота населення становила 216 осіб/км².  Було 82 помешкання (107/км²).
Расовий склад населення:
| - 98,8 % — білих - 1,2 % — корінних американців |

До двох чи більше рас належало 0,0 %. Частка іспаномовних становила 0,0 % від усіх жителів.
За віковим діапазоном населення розподілялося таким чином: 18,2 % — особи молодші 18 років, 63,6 % — особи у віці 18—64 років, 18,2 % — особи у віці 65 років та старші. Медіана віку мешканця становила 43,7 року. На 100 осіб жіночої статі у переписній місцевості припадало 98,8 чоловіків;  на 100 жінок у віці від 18 років та старших — 101,5 чоловіків також старших 18 років.
Середній дохід на одне домашнє господарство  становив 51 286 доларів США (медіана — 54 688), а середній дохід на одну сім'ю — 50 245 доларів (медіана — 54 063). 
Цивільне працевлаштоване населення становило 100 осіб. Основні галузі зайнятості: науковці, спеціалісти, менеджери — 25,0 %, фінанси, страхування та нерухомість — 22,0 %, освіта, охорона здоров'я та соціальна допомога — 18,0 %, будівництво — 18,0 %.